# Новильо
Новѝльо (на италиански: Noviglio, на западноломбардски: Novèj, Новей) е малко градче и община в Северна Италия, провинция Милано, регион Ломбардия. Разположено е на 103 m надморска височина. Населението на общината е 4459 души (към 2010 г.).